# Glaucosciadium cordifolium
Glaucosciadium cordifolium là một loài thực vật có hoa trong họ Hoa tán. Loài này được (Boiss.) B.L.Burtt & P.H.Davis mô tả khoa học đầu tiên năm 1949.